# Граница (фильм, 2011)
«Граница» (швед. Gränsen) — художественный фильм 2011 года, рассказывающий о судьбе шведских солдат, отправившихся зимой 1942 года на выручку двум своим товарищам, оказавшимся на территории оккупированной немцами Норвегии. Премьера в Швеции состоялась 28 января 2011 года.

## Сюжет
События фильма разворачиваются в декабре 1942 года в Вермланде на шведско-норвежской границе. Швеция стоит перед угрозой нападения нацистской Германии. Двое молодых солдат оставляют свой пост на контрольно-пропускном пункте № 83, чтобы посмотреть на немцев, но случайно оказываются на территории Норвегии, оккупированной нацистами. На следующий день командир КПП лейтенант Арон Стенстрём узнаёт, что один из пропавших его брат Свен. С группой своих солдат он отправляется через границу, чтобы спасти брата.

## В ролях
| Актёр             | Роль             |
| ----------------- | ---------------- |
| Андре Шёберг      | Арон Стенстрём   |
| Анти Рейни        | Ярвинен          |
| Мари Робертсон    | Карин Линдстрём  |
| Бьёрн Сундквист   | Эгиль            |
| Мартин Валльстрём | Свен Стенстрём   |
| Юхан Хеденберг    | майор Адольфссон |
| Йенс Хультен      | Хагман           |
| Юнас Кальстрём    | Бергстрём        |
| Хенрик Нурлен     | Викселль         |